# À l'aube du cinquième jour
Pour plus de détails, voir Fiche technique et Distribution.
À l'aube du cinquième jour (Dio è con noi) est un film italo-yougoslave de Giuliano Montaldo, réalisé en 1969 et sorti en 1970, avec Richard Johnson et Franco Nero. Ce virulent pamphlet antimilitariste s'inspire d'une histoire réellement vécue.

## Synopsis
En mai 1945, un camp est réquisitionné par les Canadiens pour y héberger les prisonniers allemands. Deux civils allemands, Bruno Grauber et Reiner Schultz, qui sont en fait des déserteurs, ont réussi à se faire engager par le capitaine Miller. Regroupés autour du sévère colonel von Bleicher, les détenus allemands exigent du capitaine canadien le droit d'exécuter les deux déserteurs. Sous la pression de son supérieur, le général Snow, l'officier abandonne les deux déserteurs. Cinq jours après la proclamation de la fin du conflit, les deux hommes sont fusillés à l'aube par les captifs allemands, à qui les Canadiens ont prêté armes et munitions.

## Fiche technique
- Titre original : Dio è con noi (ou écrit en allemand Gott mit uns)
- Titre français : À l'aube du cinquième jour
- Réalisation : Giuliano Montaldo
- Scénario : Andrea Barbato, Ottavio Jemma, Lucio Battistrada, G. Montaldo
- Photographie : Silvano Ippoliti, couleurs
- Musique : Ennio Morricone
- Production : Clesi Cinematografica (Silvio Clementelli), EIA (Rome), Jadran Film (Zagreb)
- Année de réalisation : 1969
- Pays de production :  Italie,  Yougoslavie
- Langues originales : italien, allemand
- Genre : Film de guerre
- Durée : 106 minutes
- Dates de sortie : 
  - Italie : 17 avril 1970
  - France : 9 septembre 1970

## Distribution
- Franco Nero (VF : Bernard Tiphaine) : Ens. Bruno Grauber
- Richard Johnson (VF : Jean-Louis Jemma) : Capt. John Miller
- Bud Spencer (VF : Henry Djanik) : Cpl. Jelinek
- Larry Aubrey : Cpl. Reiner Schultz
- Helmut Schneider (VF : André Valmy) : Col. von Bleicher
- Michael Goodliffe (VF : Gérard Férat) : Gen. Snow
- Relja Basic (VF : Jacques Thébault) : Lt. George Romney
- Emilio Delle Piane (VF : Hubert Noël) : Lt. Gleason
- Enrico Osterman (VF : Jean Fontaine) : Sgt. Trevor
- Sven Lasta (VF : Jacques Deschamps) : Capt. Helmut Bosch
- Zlatko Madunic (VF : Jacques Marin) : l'officier allemand portant des lunettes
- Mato Grkovic (VF : Fernand Fabre) : le maire de la ville d'Emmen
- Demeter Bitenc (VF : Albert Augier) : Cmdt. Kurt Brandt
- Osvaldo Ruggieri (VF : Claude Giraud) : Lt. Christian Werner
- Rade Serbedzija (VF : Philippe Ogouz) : le médecin sous-lieutenant
- Ivan Angeli (VF : Marc de Georgi) : Lt. Vaschel
- Jan Larsson (VF : Marc Cassot) : Schröder
- Renato Romano : le docteur canadien
- Romano Ghini (VF : Roger Rudel) : la voix off du speaker à la radio

## ORTF
La musique, composée par Ennio Morricone, connaîtra une seconde vie en accompagnant les images  dessinées par Jean-Michel Folon, lors du générique ouvrant l'émission littéraire du vendredi soir Italiques de Marc Gilbert, sur la deuxième chaîne de l'ORTF, entre 1971 et 1974.